# Diogo Reesink
Diogo Johannes Antonius Reesink (ur. 28 lipca 1934 w Heerle, zm. 30 maja 2019 w Divinópolis) – holenderski duchowny rzymskokatolicki posługujący w Brazylii, w latach 1998-2009 biskup Teófilo Otoni.

## Życiorys
Święcenia kapłańskie przyjął 15 lipca 1962. 2 sierpnia 1989 został prekonizowany biskupem Almenara. Sakrę biskupią otrzymał 21 października 1989. 25 marca 1998 został mianowany biskupem Teófilo Otoni. 25 listopada 2009 przeszedł na emeryturę.